# ورنوی-سور-سر
وِرنوی-سور-سِر (به فرانسوی: Verneuil-sur-Serre) یک کمون در فرانسه است که در پیکاردی واقع شده‌است.

## خصوصیات
وِرنوی-سور-سِر ۷٫۸۶ کیلومترمربع مساحت و ۲۷۱ نفر جمعیت دارد و ۶۹ متر بالاتر از سطح دریا واقع شده‌است.